# Sant Jeroni penitent (Caravaggio)
Sant Jeroni penitent és una pintura a l'oli de Caravaggio pintat entre el 1605 i 1606, i que es conserva al Museu de Montserrat, a Montserrat.

## Història
L'obra és una de les peces insígnia del Museu de Montserrat, on va arribar el 1917. Al voltant del 22 d'abril de 1917. El quadre arribava amb una identitat subrogada, no la pròpia. El 1915 el P. Bonaventura Ubach va assistir a la subhasta de mobles i pintures del Palazzo Magni, a Roma, i va licitar per un quadre que representava, de mig cos, la figura d'un vell mig despullat que evocava la imatge característica de Sant Jeroni penitent. A la subhasta, el quadre sortia com a obra de Josep de Ribera, lo Spagnoletto. En aquells moments la figura de Caravaggio no suscitava gaire interès. Ubach buscava un gran Sant Jeroni que presidís el seu gabinet d'estudis bíblics.
La descoberta que el fals Ribera de Montserrat era un Caravaggio autèntic va tenir lloc l'any 1943, quan el més acreditat caravaggista Roberto Longhi va publicar un article amb el dibuix del Sant Jeroni, que ell mateix havia tret el 1914 al Palazzo Magni, abans de la subhasta, i que considerava que aquell quadre perdut era un veritable Caravaggio. Aquest article va caure a mans de Joan Ainaud de Lasarte qui, a l'instant, va identificar el dibuix de Longhi amb el quadre de Montserrat. Arran de la descoberta, l'obra fou restaurada i presentada per primer cop a una exposició antològica de Caravaggio a Milà el 1951. A partir d'aquest moment, va començar la solita storia de l'autentificació d'aquest nou Caravaggio que pretenia afegir-se al corpus del pintor. Avui no es dubta de l'autenticitat de l'obra, que es troba avalada també per documentació.
L'obra es va restaurar durant el 2005 al Museo del Prado i després va fer una gira on es va exposar per diferents museus de la península com el MNAC, el Museo de Bellas Artes de Sevilla, el Museo del Prado, el Museo de Bellas Artes de Bilbao. Posteriorment també es mostraria a Düsseldorf. El 2017 el Museu de Montserrat va organitzar una celebració del centenari de l'arribada de l'obra a Montserrat.

## Descripció
Sant Jeroni, ermità, Pare de l'Església, i responsable de la traducció de la Bíblia al llatí, (la Bíblia Vulgata) era una figura popular en els temps de Caravaggio. L'artista el va pintar com a mínim vuit vegades, de les que actualment només existeixen tres. Es desconeix si aquest fet va ser per elecció personal o a petició dels clients, però li va donar a Caravaggio l'oportunitat d'explorar el potencial - des de la perspectiva d'un artista - de treballar obres on el personatge tenir una edat avançada, amb una pell arrugada. En aquesta obra Jeroni es mostra contemplant un dels seus símbols, el crani, un recordatori de la inevitabilitat de la mort i la vanitat de les coses del món.
Hom creu que la pintura pot provenir de la col·lecció Giustiniani (la col·lecció del mecenes de Caravaggio, el banquer Vincenzo Giustiniani i el seu germà el cardenal Benedetto). Benedetto es va construir una gran col·lecció d'obres religioses de Caravaggio, i un Sant Jeroni de les mateixes dimensions que aquesta es troba en l'inventari Giustiniani de 1638.
El biògraf de Caravaggio Peter Robb assenyala que el malenconiós to introvertit d'aquest quadre és molt similar al d'un Sant Joan Baptista, Actualment a Kansas City (Missouri), pintat en la mateixa època.